# Герб Рудні-Іванівської
Герб Рудні-Іванівської — офіційний символ села Рудня-Іванівська Ємільчинського району Житомирської області, затверджений 17 червня 2014 р. рішенням XXXVII сесії Руднє-Іванівської сільської ради VI скликання. Герб села є промовистим.

## Опис
Щит перетятий лазуровим і зеленим. На верхньому полі біля срібної брили руди стоїть таке ж оленя, на нижньому полі золотий кленовий листок ніжкою донизу. Щит обрамований золотим декоративним картушем і увінчаний золотою сільською короною.

## Значення символів
Зелений колір символізує життя, достаток і здоров'я, а також поліську землю. Лазур символізує небо та річку Уборть, яка протікає селом. Срібна брила руди вказує на походження назви села Рудня-Іванівська, на території якого здавна видобували болотну руду для виплавки заліза. Срібне оленя — символ багатого тваринного світу навколишніх лісів. Золотий кленовий листок — символ храмового свята села — Трійці та місцевого Свято-Троїцького храму.
Автор — Олександр Дмитрович Дідус.